# Cuneoceps insularis
Cuneoceps insularis är en insektsart som beskrevs av Williams 1981. Cuneoceps insularis ingår i släktet Cuneoceps och familjen Tropiduchidae. Inga underarter finns listade i Catalogue of Life.